# BOMAB

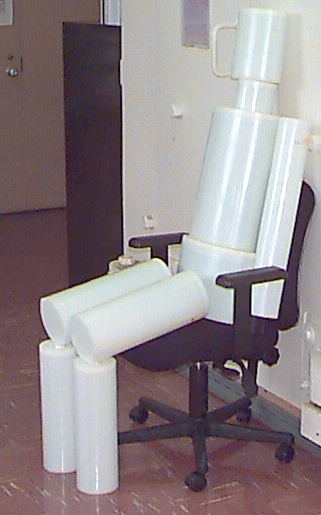
BOMAB siedzący

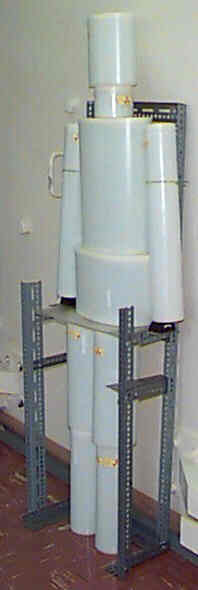
BOMAB stojący

BOMAB (skrót od BOttle MAnnikin ABsorber, butelkowy absorbent manekinowy) – fantom ludzkiego ciała. Został opracowany w roku 1949 i zaakceptowany w Ameryce Północnej jako przemysłowy standard (ANSI 1995) służący kalibracji liczników całego ciała.
Fantom ten składa się z 10 polietylenowych butli, walcowych kołowych i eliptycznych, które reprezentują głowę, szyję, klatkę piersiową, brzuch (po jednym) oraz uda, podudzia i kończyny górne (po dwa). Każda sekcja wypełniona jest promieniotwórczym roztworem wodnym o aktywności proporcjonalnej do objętości danej sekcji. Ma to odzwierciedlać homogeniczny rozkład materiału w całym organizmie ludzkim. Roztwór jest dodatkowo zakwaszony i zawiera stabilny nośnik aby substancje promieniotwórcze nie osiadały na wewnętrznych ściankach zbiorników i tym samym zapewniona była równomierność objętościowego rozmieszczenia materiału promieniotwórczego.
Fantom zawierający znane aktywności substancji promieniotwórczych może służyć do kalibracji licznika całego ciała poprzez odniesienie odpowiedzi licznika na nieznaną aktywność badanego człowieka do odpowiedzi na znaną aktywność fantomu – fantom staje się wówczas wzorcem. Różne substancje promieniotwórcze emitują kwanty promieniowania gamma o różnych energiach więc kalibracja musi obejmować spodziewany zakres energetyczny, zazwyczaj od 120 keV do 2000 keV.
Przykłady używanych w kalibracji energetycznej i wydajnościowej radioizotopów: 57Co, 60Co, 88Y, 137Cs, 152Eu.
Chociaż fantom został zaprojektowany do stosowania w pozycji leżącej, jest wykorzystywany w dowolnym położeniu (patrz zdjęcia po prawej stronie).

## Przykłady użycia
Testy wydajnościowe: fantomy BOMAB są używane do przetestowania możliwości analitycznych ośrodków badawczych. Fantomy zawierające nieznane adresatowi aktywności źródeł promieniotwórczych są rozsyłane do ośrodków analitycznych jako próbki do pomiaru.
Geometria pomiarowa: BOMAB może być użyty do oceny względnych efektów rozmiaru, kształtu i usytuowania ciała w pomiarach in vivo.
Tło: BOMAB wypełniony wodą jest często używany do wyznaczenia tła pomiarów in vivo (tzw. blank, próbka ślepa).
Limity detekcji: BOMAB wypełniony około 140 g potasu (typowa zawartość w człowieku o masie 70 kg), naturalnie zawierającego radioizotop K-40 jest używany do wyznaczenia czułości detekcji pomiarów in vivo.